# العلاقات الأرجنتينية الدومينيكية
العلاقات الأرجنتينية الدومينيكية هي العلاقات الثنائية التي تجمع بين الأرجنتين ودومينيكا.

## مقارنة بين البلدين
هذه مقارنة عامة ومرجعية للدولتين:
| وجه المقارنة                                              | الأرجنتين                                               | دومينيكا              |
| --------------------------------------------------------- | ------------------------------------------------------- | --------------------- |
| المساحة (كم2)                                             | 2.78 مليون                                              | 751                   |
| عدد السكان (نسمة)                                         | 44.27 مليون                                             | 73.92 ألف             |
| الكثافة السكانية (ن./كم²)                                 | 15.92                                                   | 9.84 ألف              |
| العاصمة                                                   | بوينس آيرس                                              | روسو                  |
| اللغة الرسمية                                             | اللغة الإسبانية                                         | لغة إنجليزية          |
| العملة                                                    | البيزو الأرجنتيني 1983 ‏، بيزو أرجنتيني، أسترال أرجنتيني | دولار شرق الكاريبي    |
| الناتج المحلي الإجمالي (بليون دولار)                      | 637.59 مليار                                            | 562.54 مليون          |
| الناتج المحلي الإجمالي (تعادل القوة الشرائية) بليون دولار | 883.02 مليار                                            | 789.63 مليون          |
| الناتج المحلي الإجمالي الاسمي للفرد دولار أمريكي          | 13.43 ألف                                               | 7.12 ألف              |
| الناتج المحلي الإجمالي للفرد دولار أمريكي                 |                                                         | 10.88 ألف             |
| مؤشر التنمية البشرية                                      | 0.827                                                   | 0.724                 |
| رمز المكالمات الدولي                                      | +54                                                     | +1767                 |
| رمز الإنترنت                                              | .ar                                                     | .dm                   |
| المنطقة الزمنية                                           | 00                                                      | 00، توقيت أطلنطي موحد |

## منظمات دولية مشتركة
يشترك البلدان في عضوية مجموعة من المنظمات الدولية، منها:
| علم المنظمة | اسم المنظمة                                                          | تاريخ انضمام الأرجنتين | تاريخ انضمام دومينيكا |
| ----------- | -------------------------------------------------------------------- | ---------------------- | --------------------- |
|             | مؤسسة التنمية الدولية                                                | 3 أغسطس 1962           | 29 سبتمبر 1980        |
|             | يونسكو                                                               | 15 سبتمبر 1948         | 9 يناير 1979          |
|             | مؤسسة التمويل الدولية                                                | 13 أكتوبر 1959         | 29 سبتمبر 1980        |
|             | منظمة حظر الأسلحة الكيميائية                                         | ?                      | ?                     |
|             | الأمم المتحدة                                                        | 24 أكتوبر 1945         | 18 ديسمبر 1978        |
|             | الاتحاد الدولي للاتصالات                                             | 1889                   | 28 أكتوبر 1996        |
|             | منظمة الشرطة الجنائية الدولية                                        | ?                      | ?                     |
|             | البنك الدولي للإنشاء والتعمير                                        | 20 سبتمبر 1956         | 29 سبتمبر 1980        |
|             | الاتحاد البريدي العالمي                                              | ?                      | ?                     |
|             | وكالة ضمان الاستثمار متعدد الأطراف                                   | 11 فبراير 1992         | 7 أكتوبر 1991         |
|             | وكالة حظر الأسلحة النووية في أمريكا اللاتينية ومنطقة البحر الكاريبي ‏ | ?                      | ?                     |
|             | منظمة التجارة العالمية                                               | ?                      | ?                     |

## أعلام
هذه قائمة لبعض الشخصيات التي تربطها علاقات بالبلدين:
- بوبي برموديز (12 نوفمبر 1928 – 3 ديسمبر 2014)

## وصلات خارجية
- موقع وزارة الخارجية الأرجنتينية